# 日東交通 (北海道)
日東交通株式会社（にっとうこうつう）は、北海道標津郡中標津町および標津町でハイヤー業を行っている企業である。

## 会社概要

### 本社
北海道標津郡中標津町東1条北1丁目7番地

### 営業所
- 標津営業所
  - 〒086-1041
  - 北海道標津郡標津町北2条西1丁目

## 沿革
- 1953年 2月 - 別所伊勢吉により中標津ハイヤー株式会社が設立された。
- 1959年 9月 - 社名を日東交通株式会社に変更し標津営業所を設立。
- 1968年 3月 - 現住所に本社営業所を移転
- 1975年10月 - 有限会社中標津観光ハイヤーを吸収合併

## 関連会社
- 日東トラベルサービス

日東介護ヘルプステーション